# Чилевский, Михал

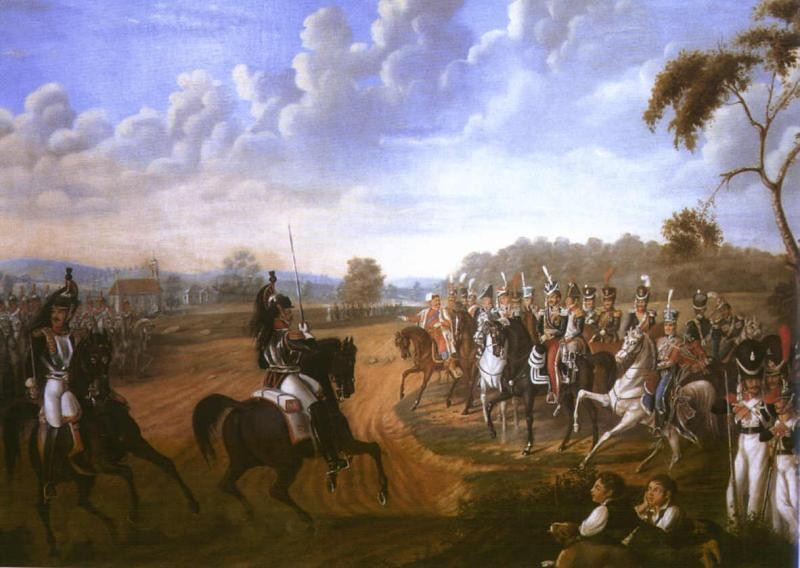
Чилевский Михал. Смотр 14 кирасирского полка князем Юзефом

Михал Чилевский (пол. Michał Chylewski; 1787, c. Щурова возле Кракова — 1848, Калиш, Царство Польское, Российская империя) — польский художник, офицер, участник восстания в ноябре 1830 года.
Офицер 8-го пехотного полка Варшавского герцогства, затем в армии Царства Польского.
В 1830 году участвовал в ноябрьском восстании. После подавления восстания Чилевский поселился в Калише, где исполнял почётную функцию майора инвалидной команды Войска Польского.
Профессионального художественного образования не имел.
Художник-любитель — автор многочисленных картин, в частности, написанного маслом полотна «Смотр 14 кирасирского полка князем Юзефом». Это произведение содержит много интересной исторической информации о форме офицеров Главного Штаба военного министра великого герцогства Варшавского Юзефа Понятовского, а также офицеров и солдат линейных полков.

## Ссылка
- Biblioteka Barwy i Broni. Michał Chylewski